# José Mauricio González
José Mauricio González (ur. 14 stycznia 1986) – gwatemalski zapaśnik walczący w stylu klasycznym. Zajął 30 miejsce na mistrzostwach świata w 2007. Srebrny medalista mistrzostw panamerykańskich w 2005. Trzeci na igrzyskach Ameryki Środkowej i Karaibów w 2006. Wicemistrz igrzysk Ameryki Środkowej w 2006 roku.